# ليندا غرانت
ليندا غرانت (بالإنجليزية: Linda Grant)‏‏ (15 فبراير 1951 في ليفربول - ) صحفية، وروائية، وصحفية الرأي، وكاتبة العمود، وكاتِبة من المملكة المتحدة.

## الجوائز
- David Higham Prize for Fiction [الإنجليزية]‏
- دكتوراه فخرية
- زميل في الجمعية الملكية للأدب